# Tee-Extraktkännchen MT 49

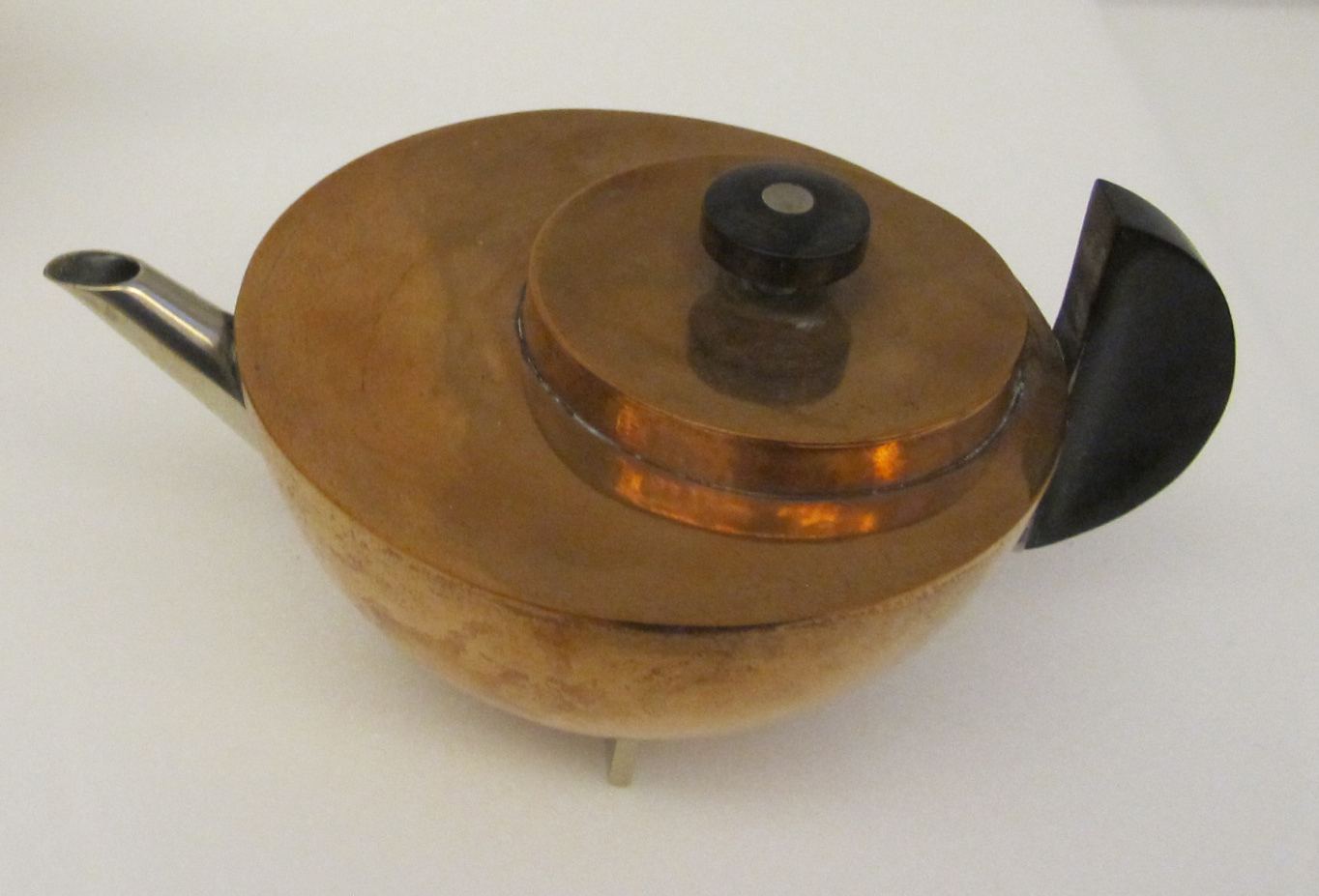
Tee-Extraktkännchen, 1924

Das Tee-Extraktkännchen MT 49 wurde 1924 von der Designerin Marianne Brandt während ihrer Studienzeit am Bauhaus in Weimar entworfen. Heute gilt das Kännchen neben den Entwürfen von Wilhelm Wagenfeld und Wolfgang Tümpel als eine der wichtigsten Arbeiten der Metallwerkstatt.

## Design
Marianne Brandt war bestrebt, die für das Bauhaus typischen, einfachen geometrischen Gestaltungsformen Quadrat – Kreis – Dreieck als Basis für ihren Entwurf der Kanne zu verwenden. Die Basis des 7,5 cm hohen Tee-Extraktkännchens bilden, wie auch bei dem zeitgleich entstandenen Aschenbecher, zwei kreuzweise angeordnete Balken, auf dem der halbkugelförmige Korpus der Kanne ruht. Die Oberseite der Kanne beschreibt einen exakten Kreis, auf dem, asymmetrisch angeordnet, ein Deckel in Form eines flachen Zylinders eingelassen ist. Der Tülle gegenüber wurde – gehalten durch ein dreieckiges Verbindungselement – ein Griff in Form einer halbkreisförmigen Scheibe aus Ebenholz angebracht. Neben diesem wurde auch der Griff des Deckels aus Ebenholz gefertigt, um eine gute Wärmeisolation zu gewährleisten. Das Extraktkännchen war mit einem herausnehmbaren Teesieb ausgestattet.
Gefertigt wurde das Tee-Extraktkännchen ursprünglich aus Messingblech, das innen versilbert wurde.
Im Gegensatz zu den früheren Arbeiten der Metallwerkstatt unter Johannes Itten und Gyula Pap, die durch gehämmerte Oberflächen gekennzeichnet waren, sind die Arbeiten von Marianne Brandt durch getriebene, ebene Oberflächen charakterisiert.

## Verbreitung
Ab Juni 1924 wurden die Gebrauchsgegenstände in der Metallwerkstatt am Bauhaus produziert und vervielfältigt, wobei mehrere Studenten an der Fertigung beteiligt waren. Das Tee-Extraktkännchen bekam die Kennung MT 49 und wurde in verschiedenen Materialausführungen hergestellt. Die Puristen unter den Bauhäuslern kritisierten den Einsatz von wertvollen Materialien, wie Silber und Ebenholz. Daher wurden auch Kännchen mit einer Neusilberlegierung ausgeführt. Gefertigt wurden die Objekte 1924 zunächst für Ausstellungen und Messen. Marianne Brandt nahm mit ihren Entwürfen 1924 an der Werkbundausstellung „Die Form“ in Stuttgart teil. Aufgrund der hohen Herstellungskosten ging das Tee-Extraktkännchen nicht in Serienproduktion.
Neben dem Design der Kanne wurde in der Metallwerkstatt großes Augenmerk auf die Funktionalität der Werkstücke gelegt:

„Wir wollten zwar zurück zu einfachen Formen, aber das wichtigste war: Keine Kanne ist aus unserer Werkstatt gegangen, die nicht tropffrei goß. Das Benutzen und besonders das Gießen haben wir ausprobiert … das war ganz selbstverständlich für uns.“

## Erhaltene Exemplare
Heute sind noch acht Exemplare des Tee-Exktraktkännchens bekannt, die Marianne Brandt in dem ersten Jahr in der Metallwerkstatt am Weimarer Bauhaus gefertigt hatte. Je ein Exemplar besitzt das Berliner Bauhaus-Archiv, das Germanische Nationalmuseum in Nürnberg, das Bauhaus-Museum in Weimar, die Sammlung der Stiftung Bauhaus Dessau, das British Museum in London, das Metropolitan Museum of Art, die Neue Galerie in New York und die Kamm Teapot Foundation, Statesville (North Carolina, USA). Letzteres war 1927 für den Künstler Friedrich Jossé aus Speyer angefertigt worden und wurde im selben Jahr für 70 Mark an ihn verkauft. Es wurde innerhalb von zwanzig Jahren zweimal versteigert: Am 22. November 1996 bei dem Kölner Auktionshauses Lempertz für 270.000 DM (341.000 DM brutto) und am 14. Dezember 2007 im Auktionshaus Sotheby für 361.000 US-Dollar.
Ein Exemplar, das aus dem privaten Besitz von Marianne Brandt stammt, wurde am 15. Mai 2024 im Kölner Auktionshaus Lempertz für 260.000 € (340.500 € brutto) versteigert. Die Künstlerin schenkte das Kännchen in den 1970er Jahren einer Freundin. Den Zuschlag bekam das Gebot des Hamburger Museums für Kunst und Gewerbe, das das Kännchen demnächst der Öffentlichkeit präsentieren wird.

## Würdigung

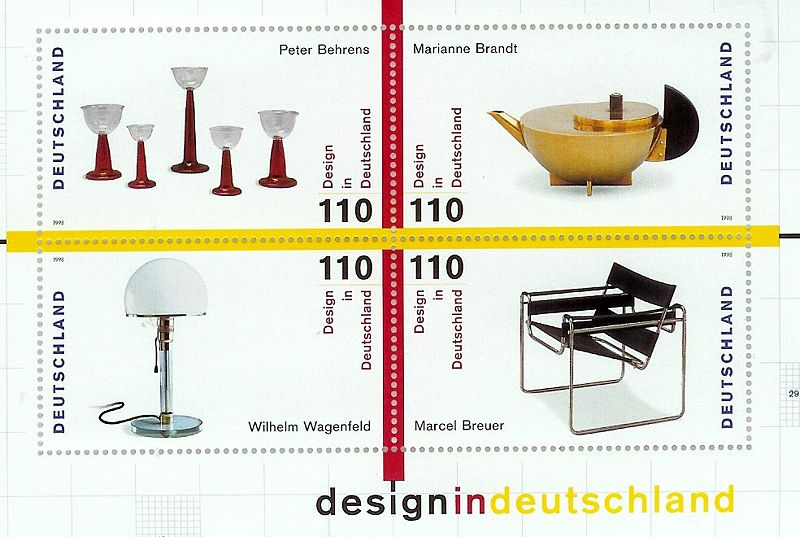
Das Tee-Extraktkännchen auf einer Briefmarke von 1998

Die kleine Tee-Extraktkanne von Marianne Brandt wurde als Motiv für zahlreiche Bauhaus-Buchcover verwendet. Im Jahr 1998 gab die Deutsche Bundespost einen Briefmarkenblock „Design in Deutschland“ heraus, auf dem neben der Wagenfeld-Leuchte, der Glasserie von Peter Behrens und dem Wassily-Stuhl Nr. B 3 von Marcel Breuer auch das Tee-Extraktkännchen von Marianne Brandt dargestellt wurde.

## Repliken
Heute fertigt die Bremer Firma Tecnolumen, die sich auf qualitativ hochwertige Repliken von Werkstücken der Bauhaus-Designer spezialisiert hat, das Tee-Extraktkännchen in zwei Varianten (MBEK24): ein Kännchen im Silber mit Ebenholzgriffen und ein versilbertes Messingkännchen mit schwarzlackierten Griffen.